# 萬歳光恵
萬歳 光恵（ばんざい みつえ、1989年6月24日 - ）は日本の女優。北海道旭川市出身。過去の芸名は萬歳 恵子（ばんざい けいこ）。
かつてはアミューズやテアトルアカデミーに所属していた。その後は萬歳 光恵に芸名を戻し、ミッシングピースに所属していた。

## 来歴
- 2007年9月17日「アミューズ30周年記念オーディション」で応募者65368人の中からau賞に選ばれる。
- 同年11月にau内動画配信コンテンツ内au「EZ Today'Sウォッチ」“ミニッツストーリー”の主演でデビュー。
- 2008年1月からEZチャンネル 「au Style チャンネル」 番組アシスタント出演
- 2008年6月2日、素晴らしい世界#スバセカ劇場「失恋回収人」で連続ドラマデビュー。
- 北海道と東京を行き来しながらレッスンに通い、上京した時は事務所の寮に入っていた。
- 同じ「アミューズ30周年記念オーディション」でグランプリを受賞した、清水くるみ、同オーディション出身の中村絢香と仲がいい。
- 2008年10月1日より萬歳恵子と改名した[3]。
- 2009年4月24日、GREE内の公式ブログにて、高等専門学校を卒業するまでは芸能活動を休業すると発表した。同年7月にアミューズの所属者一覧から名前が削除された[4][5]。
- 2014年9月頃、テアトルアカデミーに所属[6][7]。
- 2015年3月にテアトルアカデミーの所属者一覧から名前が削除された[8][9]。
- 2024年11月時点で既にミッシングピースの所属者一覧から名前が削除されている。

## 人物
- 好きな色は橙と赤。食べ物は生物。
- 特技は水泳（特にバタフライ）とハンドスプリング。
- 性格は本人いわく好奇心旺盛。
- 趣味はダンス、料理、ネイルアート、ガーデニング、手芸・工作、ピアノ、英語、乗馬、スキー、スケート、スノーボード。
- 愛称は「バンミ」。

## 出演

### ドラマ
- au内動画配信コンテンツ内au「EZ Today'Sウォッチ」“ミニッツストーリー”主演（2007年11月）
- 素晴らしい世界#スバセカ劇場「失恋回収人」（2008年6月） - メグミ役
- 月曜ゴールデン 十津川警部シリーズ45志賀高原殺人事件〜黒姫伝説の謎〜』（2011年10月10日、TBS）
- #声だけ天使（2018年、AbemaTV） - 絵の先生役
- 警視庁ゼロ係（2018年） ‐ 宮島明日香

### 映画
- TANIZAKI TRIBUTE「神と人との間」（2018年1月27日公開、TBSサービス）
- SHORT TRIAL PROJECT 2018「ブレス」（2019年3月16日公開、and pictures/SAIGATE Inc.）
- くだまつの三姉妹
- SHELL and JOINT　（2020年3月27日公開）

### CM
- NTT西日本「頼れるセキュリティ扁」（2017年） - NTT西日本社員・山岸紗香 役
- ラクスル（2017年）

### その他
- EZチャンネル 「au Style チャンネル」 番組アシスタント出演（2008年1月から）